# Glanum
Glanum è un'antica città dell'Impero romano, oggi un sito archeologico situato nel comune di Saint-Rémy-de-Provence, nelle Bocche del Rodano.
Fondata dai Celti, Glanon (in greco antico: Γλανόν?, Glanon) era dedicato al dio guaritore gallico, Glanis. Fortemente influenzata dalla cultura greca, la città raggiunse il suo apice durante il periodo del primo imperatore romano Augusto. Il suo sviluppo, protetta dai rilievi delle Alpilles, fu favorito della presenza di una fonte sacra e della vicinanza della Via Domiziana.
Il sito archeologico presenta diversi livelli di occupazione, raggruppabili in tre periodi principali: un periodo Celto-ligure, un periodo di influenza ellenistica e un periodo romano.

## Posizione

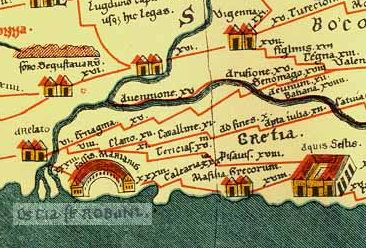
Glanum sulla Tabula Peutingeriana

Glanum è una città santuario al crocevia di due antiche vie che collegavano l'Italia all'Hispania: una attraverso le Alpi, l'altra lungo la costa. Situata a sud dell'attuale comune di Saint-Rémy-de-Provence, verso i Baux-de-Provence, la città si estende all'ingresso di una gola rocciosa che conduce al monte Gaussier. All'entrata del sito, il cenotafio Iulii (erroneamente chiamato "mausoleo") e il vicino arco trionfale di Glanum, vengono tradizionalmente chiamati "Les Antiques de Saint-Rémy-de-Provence". La loro ubicazione alle pendici delle Alpilles e il loro stato di conservazione hanno dato loro una fama ben prima della tardiva riscoperta della città di Glanum.

## Storia
Il popolo dei Glanici, che abitava il sito, apparteneva alla confederazione dei Salluvi. Le frequentazioni più antiche del sito risalgono all'età del bronzo Finale (dal 1150 all'800 a.C.). Di questo periodo sono stati rinvenuti dagli archeologi molti caratteristici cocci di ceramica, alcuni dei quali recano segni pittografici, e spille in bronzo, oggetti che erano stati erroneamente attribuiti alla prima età del ferro al momento della scoperta.
Glanum è stata fondata durante la prima età del ferro ( VI secolo a.C.) quando le pendici del monte Gaussier sovrastanti una sorgente sono state edificate. La fonte era probabilmente un luogo di culto molto antico associato al dio gallico Glan o Glanis e a una tripla dea, chiamata Glanicae in periodo gallo-romano. Gli strapiombi delle ripide valli delle Alpilles formavano bastioni naturali, che all'epoca costituivano un vantaggio difensivo. La città si sviluppò notevolmente nel II secolo a.C. dopo una lunga stagnazione durata due secoli. Infatti, a partire dal IV secolo a.C., il rapido sviluppo della città di Arles attirò gente da tutta la regione e dalle Alpilles. L'espansione di Arles frenava durante la prima metà del II secolo a.C. e, poco a poco, le élite locali si spostarono, contribuendo al forte sviluppo di Glanum. Il santuario è allora protetto da un recinto, ma la città si estende più ampiamente verso Les Antiques, nelle valli limitrofe e oltre il santuario.
La città aveva un'identità gallica ben affermata, sottolineata dai nomi dei suoi abitanti Vrittakos, Eporix, Litumaros e dai nomi di divinità locali come Glanis e Glanicae, ma anche Rosmerta ed Epona . Anche dal punto di vista archeologico, il tipo di statuette e ceramiche rinvenute è tipico della cultura gallica. Gli utensili da cucina mostrano che la gente del posto principalmente bolliva il cibo in pentole, come gli altri Galli, invece di friggerli nell'olio come facevano le culture mediterranee dell'epoca. Anche l'usanza di esporre le teste mozzate dei nemici, come avveniva a Glanum, è un'usanza tipicamente celtica.
Lo specialista del mondo celtico Christian-Joseph Guyonvarc'h riteneva che la fonte sacra, la cui etimologia potesse essere vicina a glan "puro", è una controparte archeologica e continentale della fontana della salute creata dal dio medico Dian Cecht e dai suoi tre figli, menzionata nei testi mitologici irlandesi.

### Influenza greca
Nell'ultimo periodo in cui Glanum era ancora indipendente, vennero edificati costruzioni di tipo ellenistico, direttamente ispirate a quanto esisteva a Massalia/Marsiglia: case con peristilio, pozzo dromos, ecc... L'imitazione è tale che troviamo anche un bouleuterion e un pritaneo. L'insieme, ben conservato, fa pensare ad una colonizzazione di parte da parte dei Massalioti o almeno a una grande influenza di questa città, vista la vicinanza geografica.
Nel 125 a.C., gli abitanti di Glanum e altri Salluvi si schierarono contro i Greci, non molto numerosi nella località. Sul punto di perdere il controllo della città, la popolazione greca fece appello ai Romani che sconfissero i Salluvi a Entremont. Molti degli antichi monumenti furono distrutti in questo periodo.
Grazie alla coniazione di monete d'argento, alla sua posizione sulla Via Domizia e alla sua rinomata sorgente terapeutica, la città tornò a prosperare. Nel 90 a.C. però la città nuovamente si ribellò, questa volta contro i romani. La rivolta fu repressa dal console Gaio Cecilio Metello Caprario e la città subì nuove distruzioni. Tutti i monumenti importanti furono sostituiti da strutture più modeste.

### Periodo romano
Dopo la sconfitta dei Salluvi da parte dei Romani, la città, ormai chiamata Glanum, venne integrata nell'Impero romano che si stava espandendo verso la Gallia Narbonensis.
Vennero quindi integrati, man mano, elementi centrali dell'urbanistica romana, come un'estesa rete idrica con tubazioni in piombo e una vasta rete fognaria e igienico-sanitaria. Vennero eretti templi in onore dell'imperatore e della famiglia imperiale, delle terme, una basilica, una curia e un foro.
Negli ultimi decenni prima dell'era cristiana, i notabili locali poterono accedere alla cittadinanza romana grazie alla concessione del diritto romano. La città divenne quindi capoluogo di una civitas, un piccolo distretto territoriale con una certa autonomia dall'Impero. Questo status di capitale terminò intorno al 200, quando la civitas di Glanum fu annessa a una delle sue vicine, probabilmente quella di Avignone.
Il cenotafio degli Iulii, comunemente —ma erroneamente— chiamato “Mausoleo", è situato accanto all'arco di trionfo ed esprime l'importanza della romanizzazione di parte dell'élite locale in età augustea. Sulla sua parete nord si legge l'iscrizione SEX. Sig. l. IVLIEI. C. F. PARENTIBVS. SVEIS: "Sesto, Marco e Lucio Giulio, figli di Caio, ai loro antenati".
La sorgente continuò a rivestire un ruolo importante nei culti cittadini. I veterani delle legioni vi si recavano per curarsi le ferite. Lo stesso Agrippa venne lì per curare una gamba, e in segno di gratitudine costruì un piccolo tempio corinzio dedicato alla buona salute, detto “tempio di Valetudo". Tuttavia, gli dei più spesso attestati a Glanum sono Ercole e Silvano, quest'ultimo molto probabilmente una interpretatio del dio celtico Sucellos.

### Tarda antichità e alto medioevo
Il periodo di prosperità della città si concluse con il saccheggio durante le invasioni barbariche che investirono la Gallia nella seconda metà del III secolo. Saccheggiata dagli popolazioni germaniche intorno al 270, la città venne poi abbandonata e le sue pietre furono utilizzate per costruire quella che sarebbe diventata Saint-Rémy-de-Provence. I resti di Glanum scomparvero gradualmente, dispersi dalle alluvioni dei corsi d'acqua che scendono dalle vicine Alpilles.

## Scoperte archeologiche

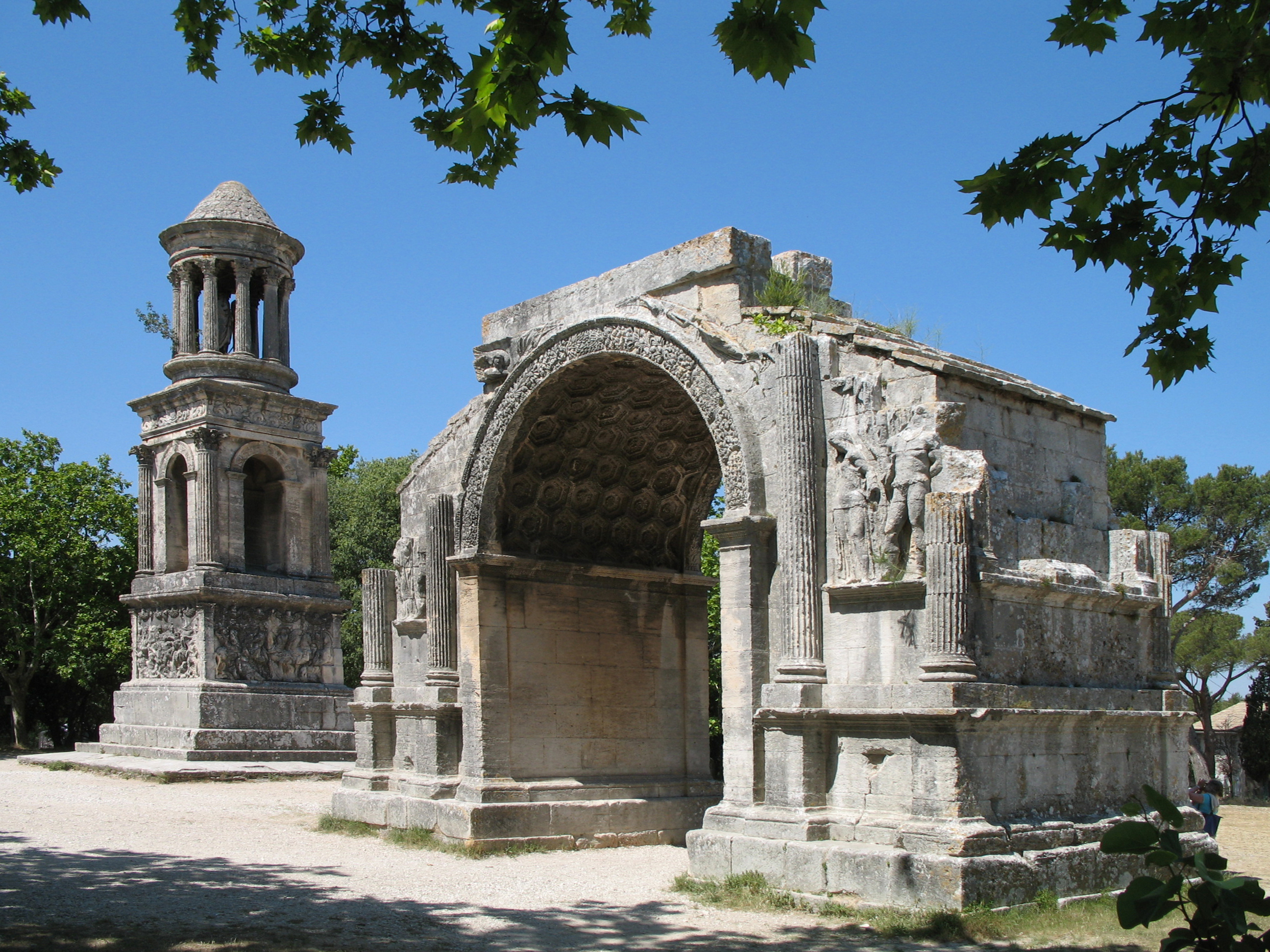
Les Antiques: il "mausoleo" e l'arco visti da sud.

Glanum venne riscoperta dagli archeologi nel XX secolo. Gli scavi iniziarono nel 1921, sotto la direzione di Jules Formigé e Pierre de Brun, poi di Henri Rolland dal 1941 al 1969. Da allora, gli archeologi non scavano più posto in modo continuo, ma di tanto in tanto investigano per nuove ricerche. Gli ultimi scavi sono stati propedeutici alla restituzione del foro, completata nel 2008.
Il complesso costituito dal "mausoleo" e dall'arco di trionfo è rimasto in piedi fin dall'antichità, formando un insieme monumentale unico, noto come "Les Antiques". Il luogo fu visitato da Carlo IX, il quale lo fece ripulire e ne ripristinò gli accessi. Sono stati effettuati scavi attorno ai monumenti già nel XVI e nel XVII secolo, mettendo alla luce sculture e monete, scavi poi ripresi nel XIX secolo dal marchese de Lagoy.
I primi scavi sistematici iniziarono nel 1921, diretti dall'architetto di monumenti storici, Jules Foremigé. Dal 1921 al 1941, subentrò l'archeologo Pierre de Brun, che scoprì le terme, la basilica e le residenze della parte settentrionale della città. Dal 1928 al 1933, Henri Roland scavò il santuario dell'Età del ferro, a sud, mentre dal 1942 al 1969, Roland riprese i lavori nelle aree del foro e del santuario. Gli oggetti scoperti sono esposti all'Hotel de Sade nella vicina Saint-Remy. Nel 1982 iniziarono nuovi lavori di scavo ed esplorazione, dedicati principalmente alla conservazione del sito e alla messa in luce degli strati sotto le aree già scavate durante le campagne precedenti.

## Galleria d'immagini

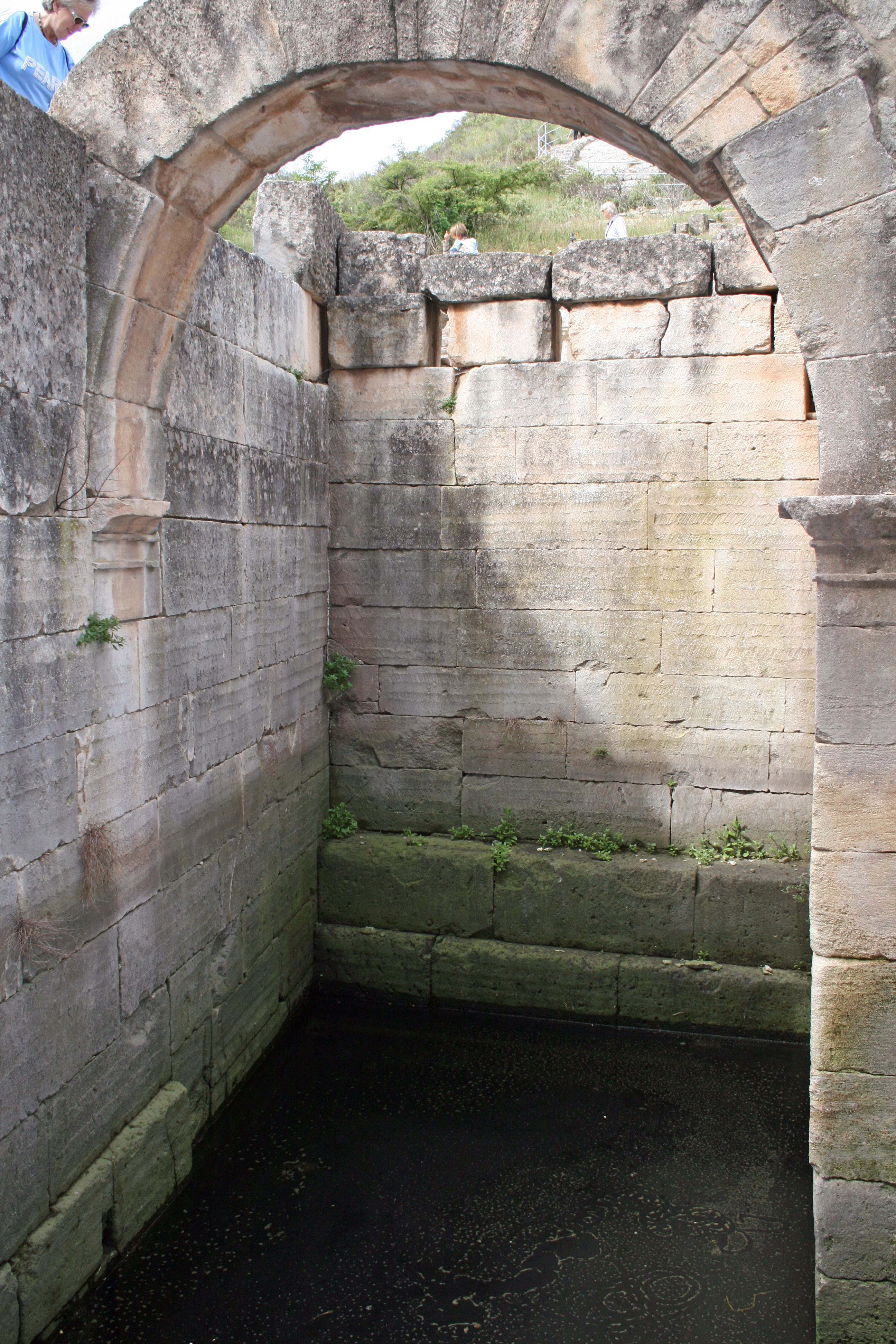
La sorgente
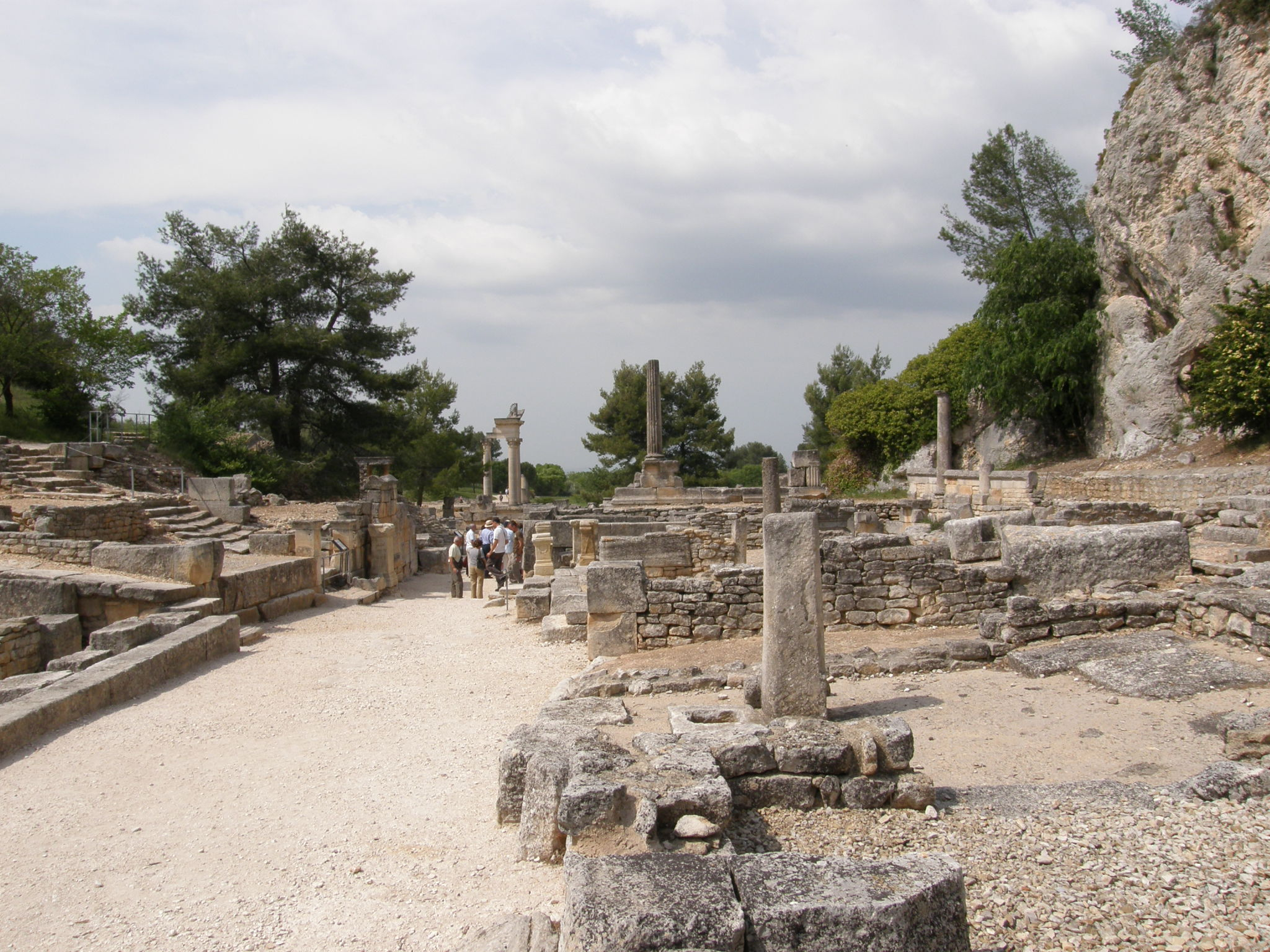
Entrata sud
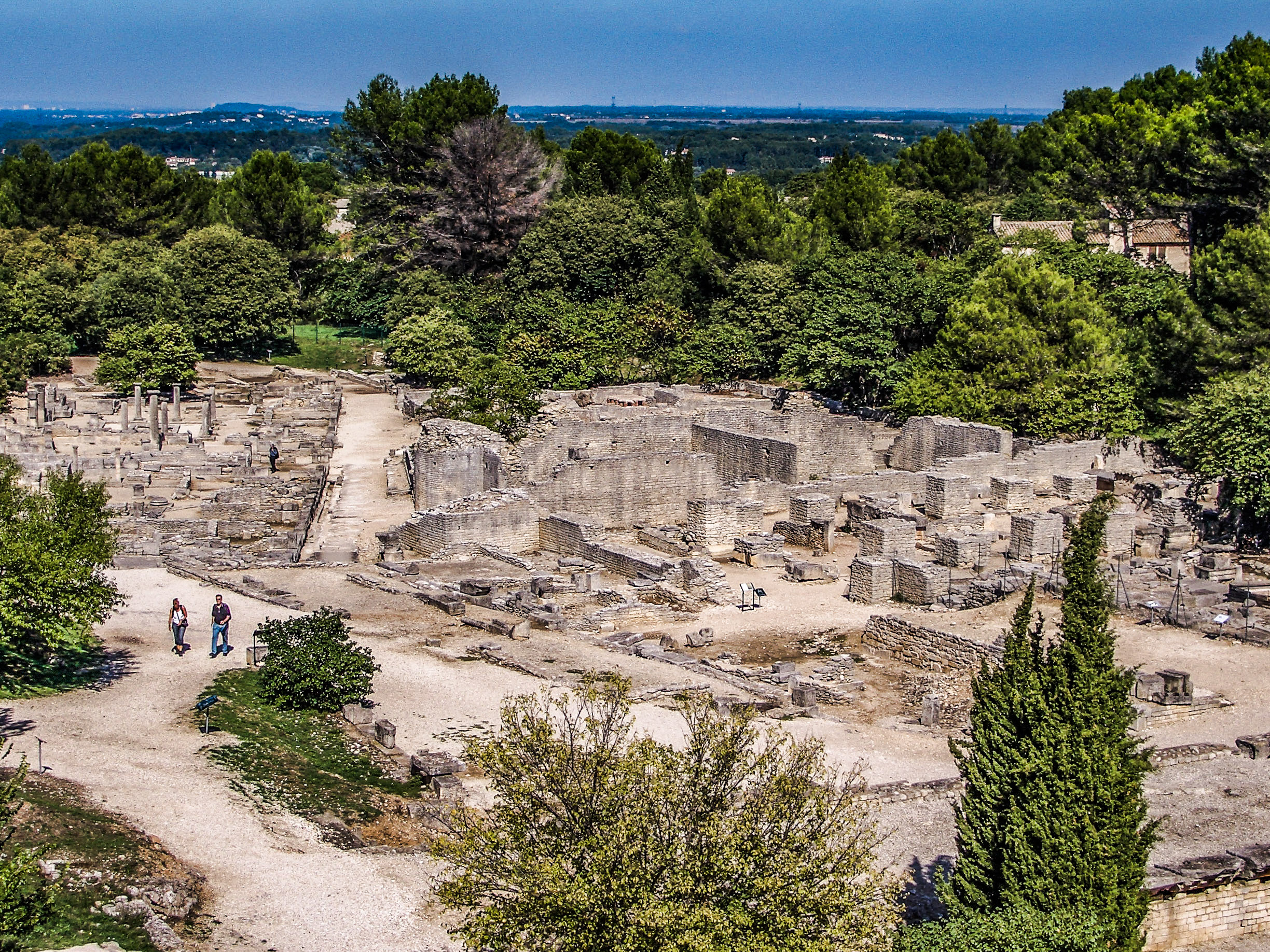
La basilica
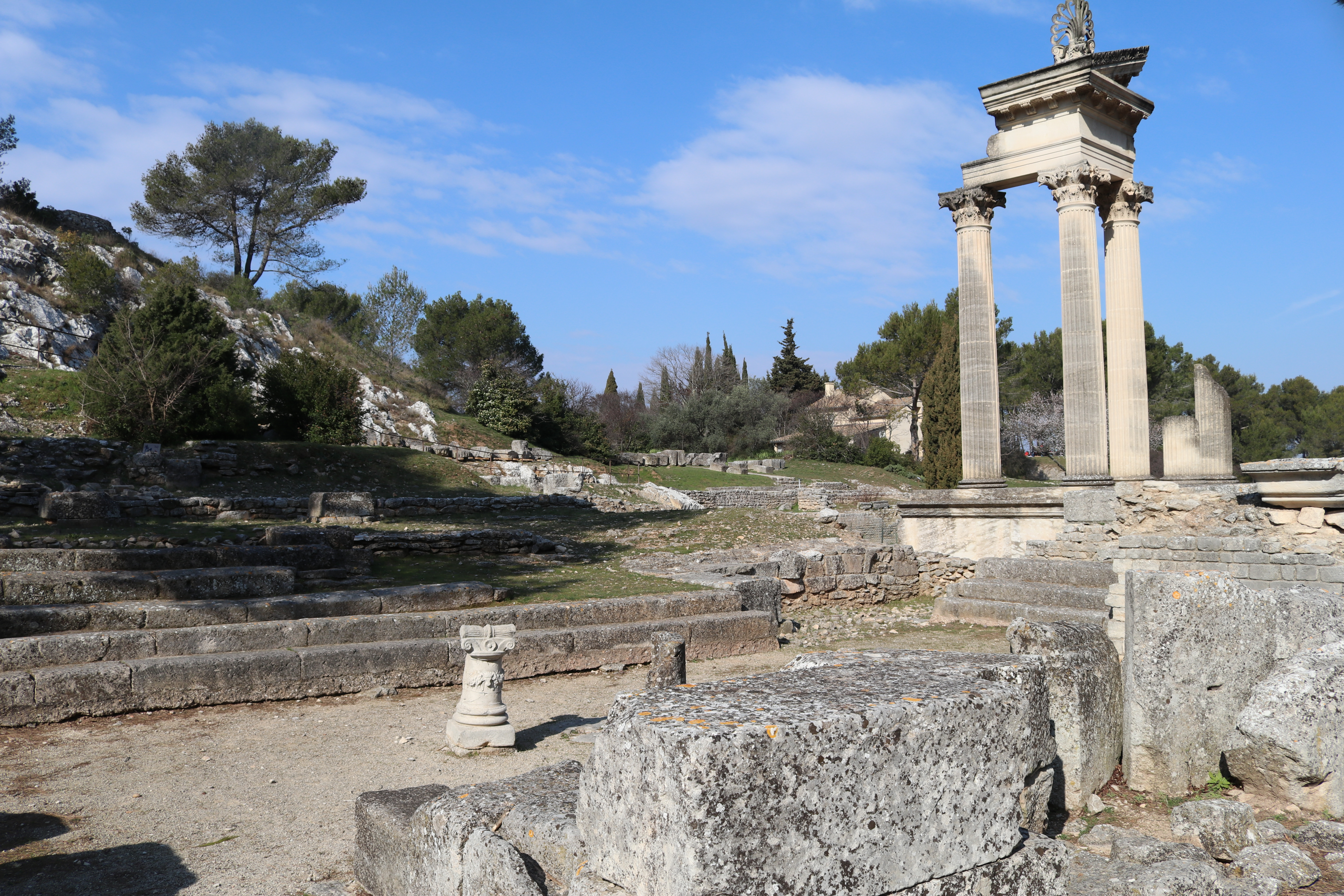
Il bouleuterión
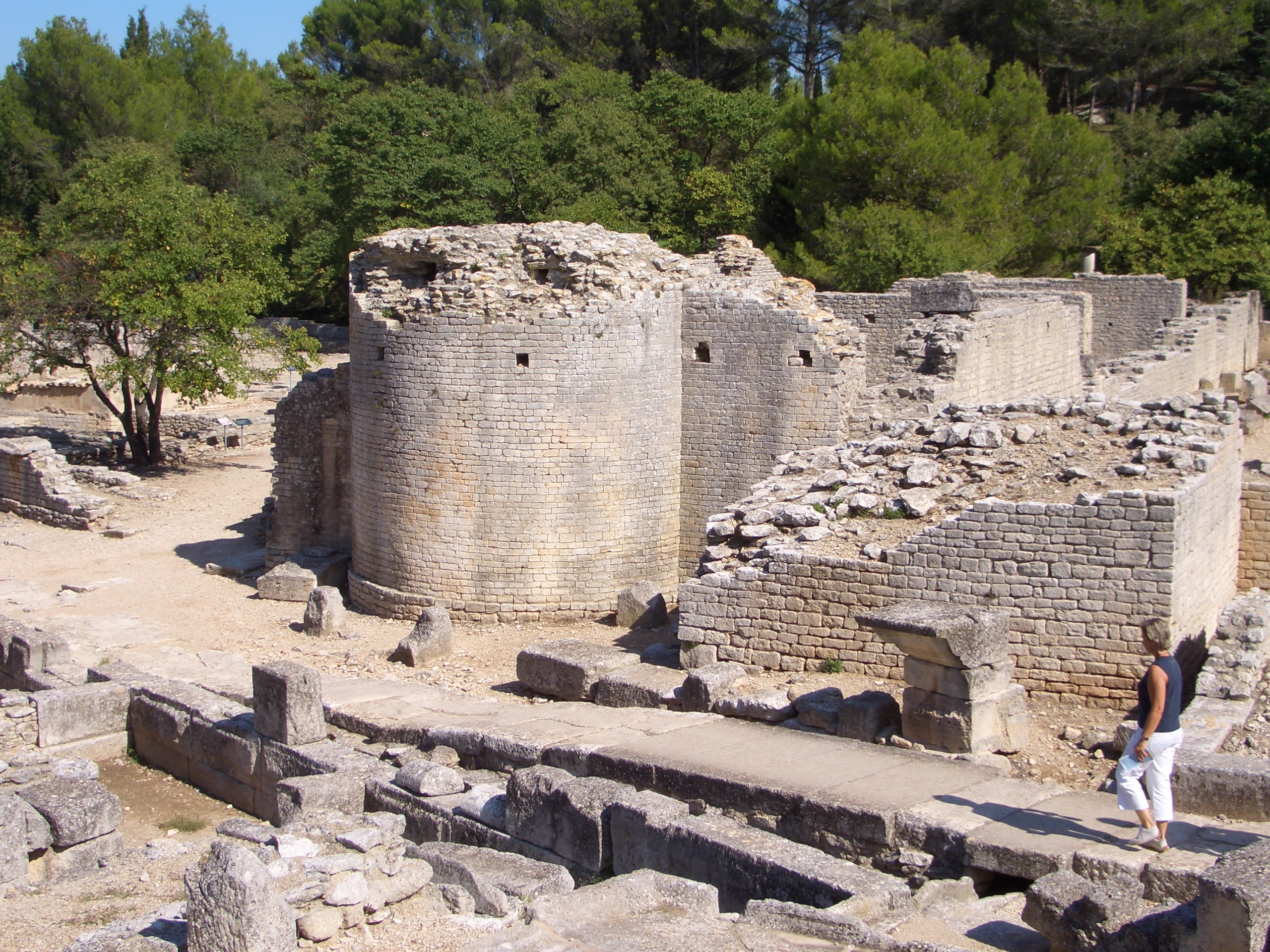
La curia
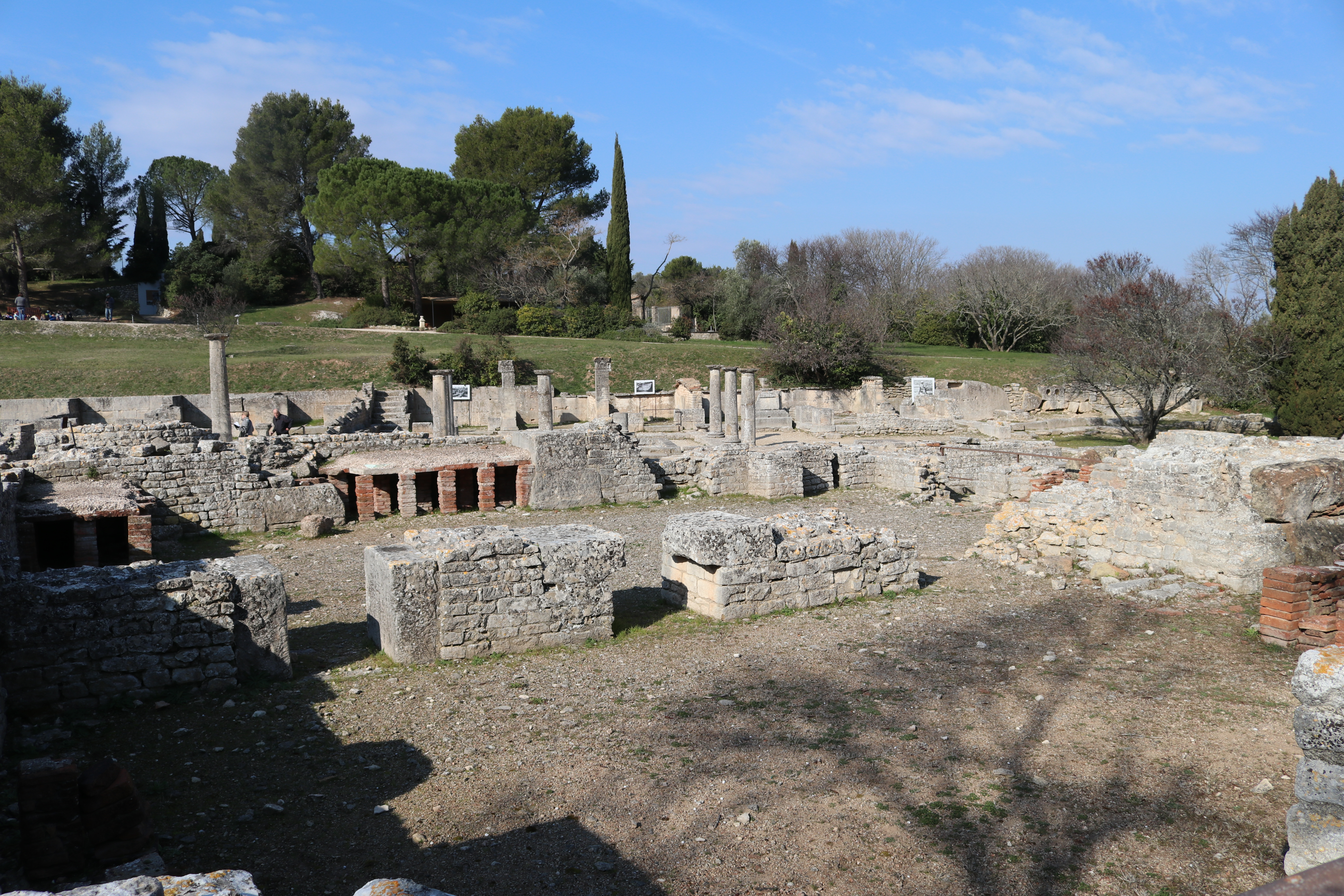
Le terme
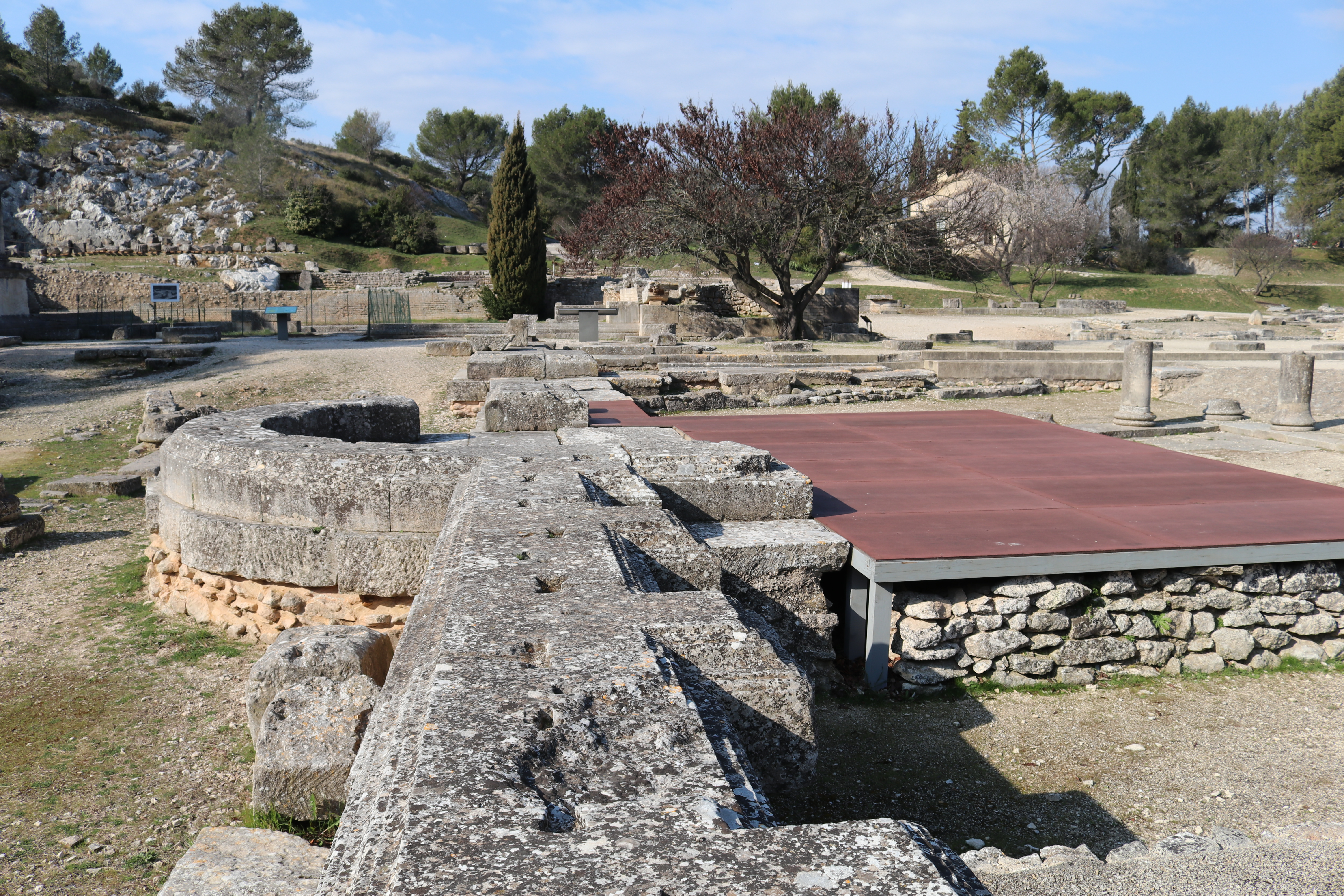
Il foro
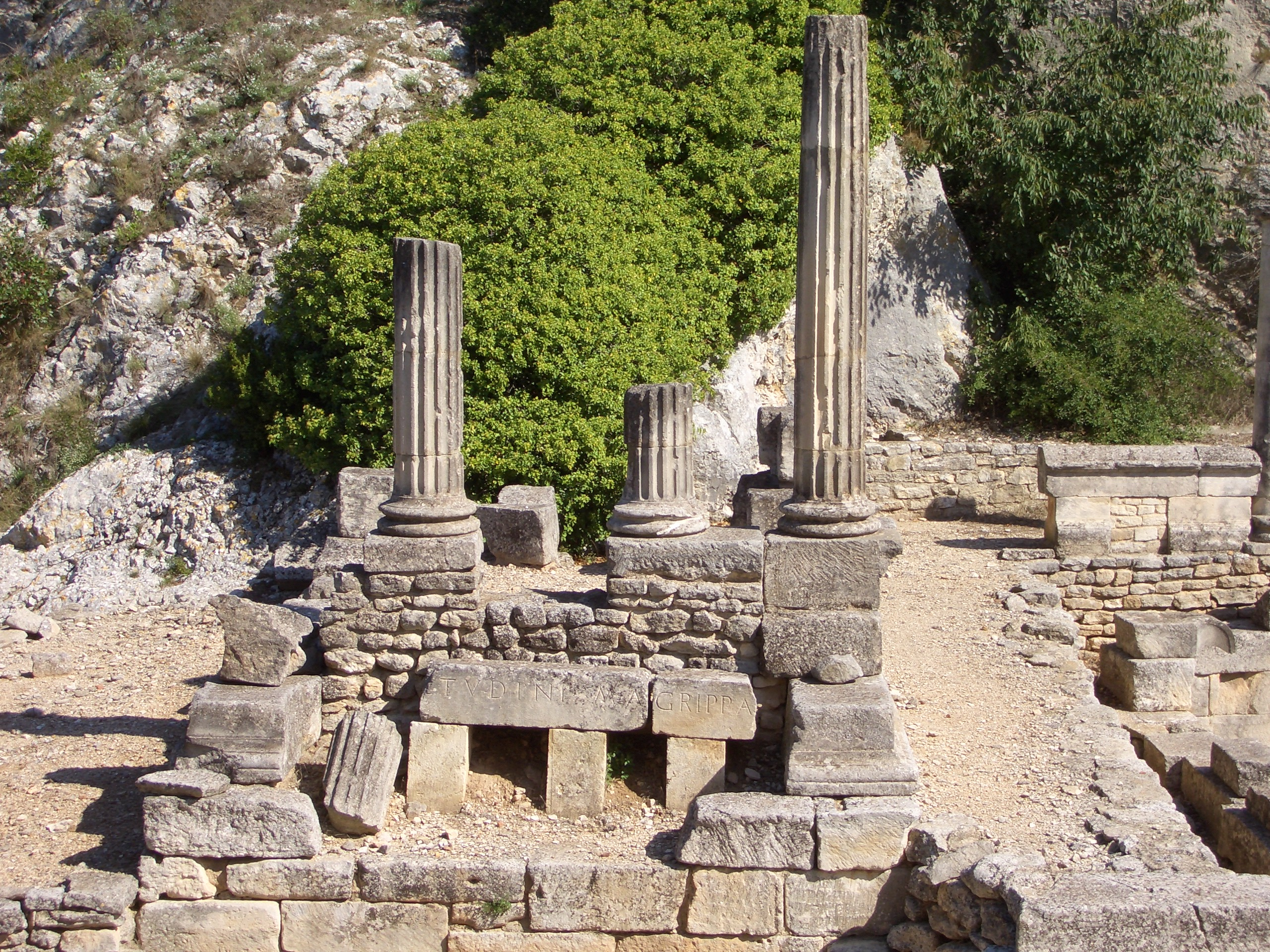
Il tempio di Valetudo
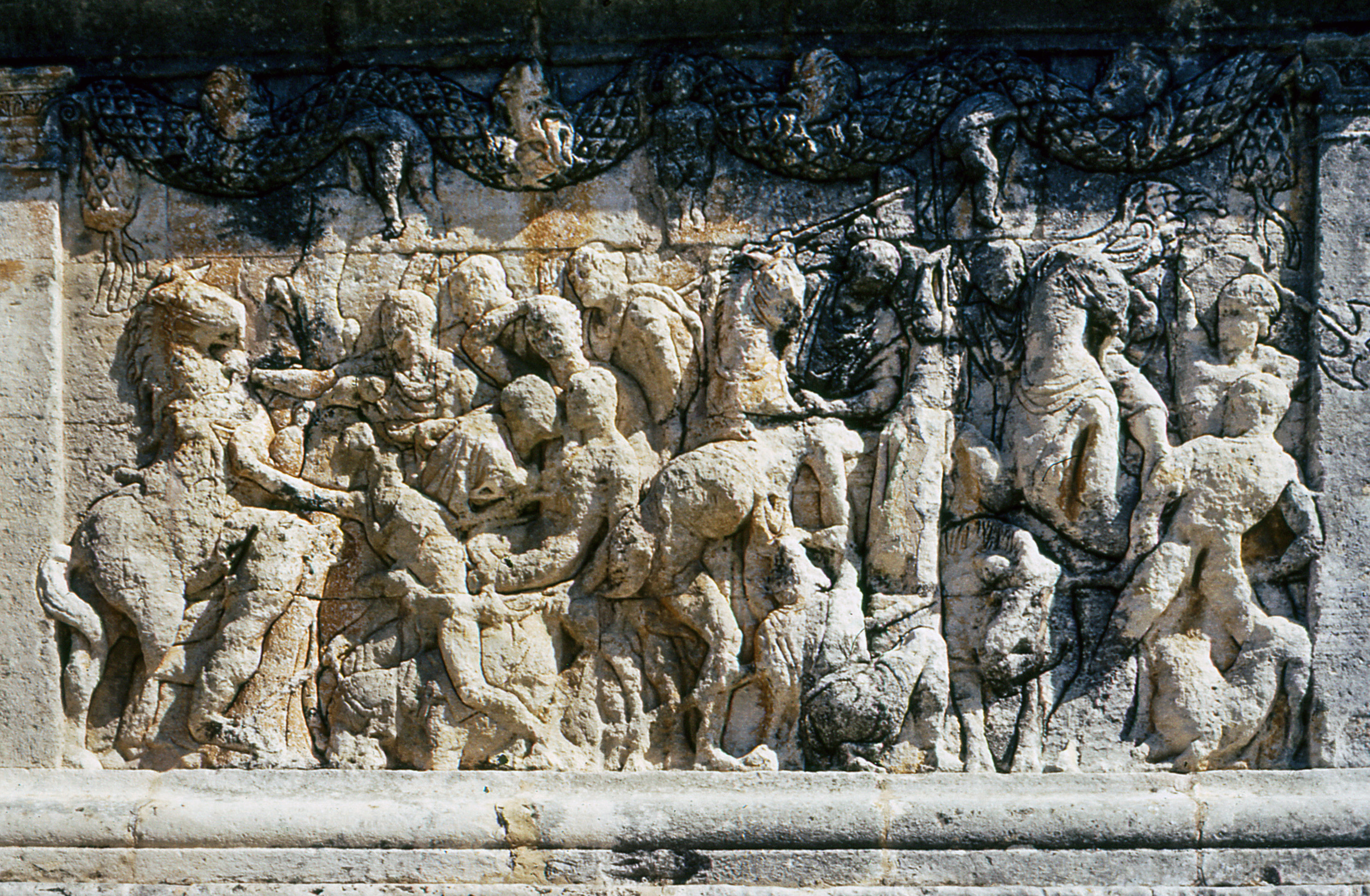
Bassorilievo del "mausoleo"
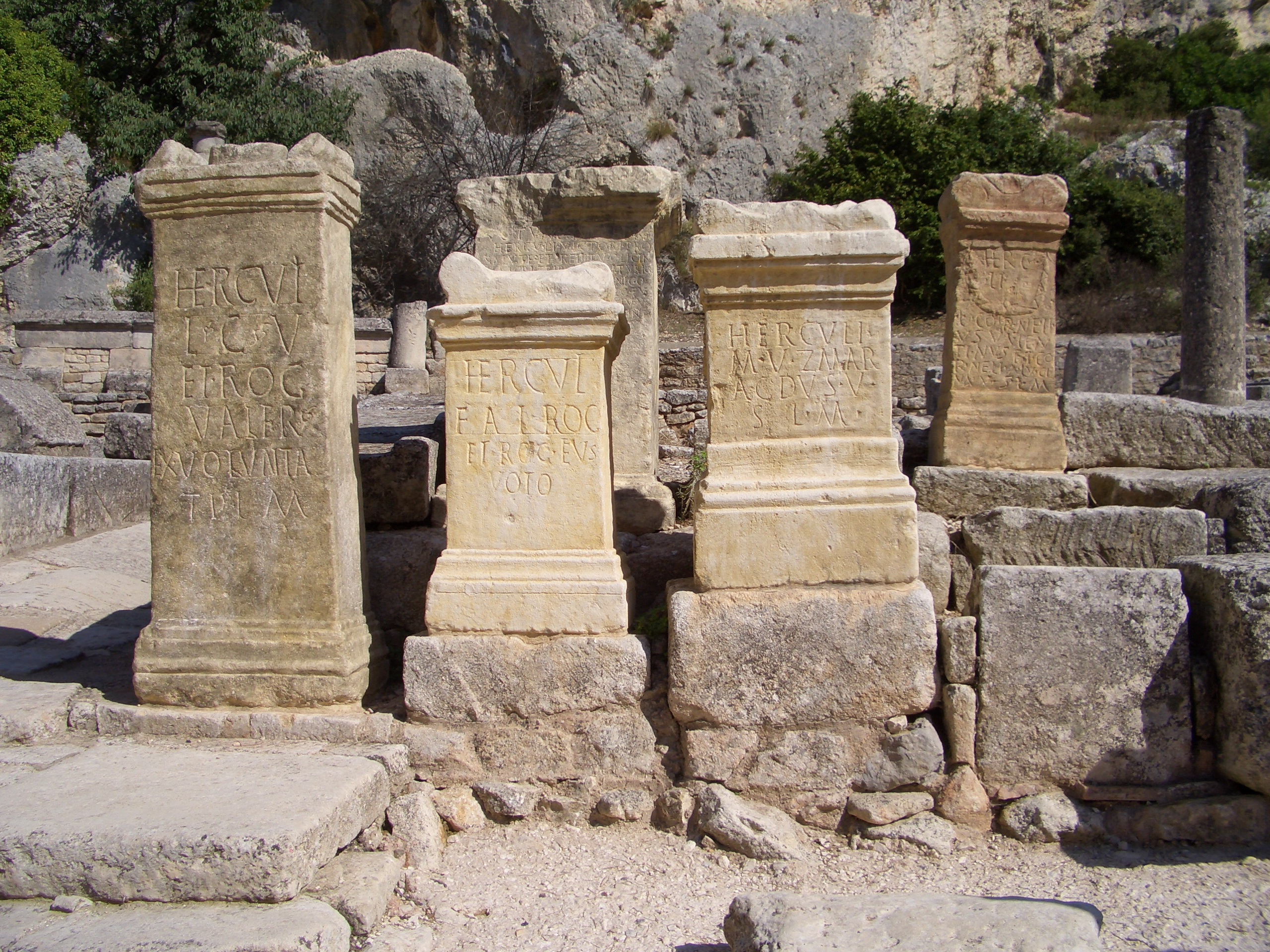
Altari dedicati a Ercole
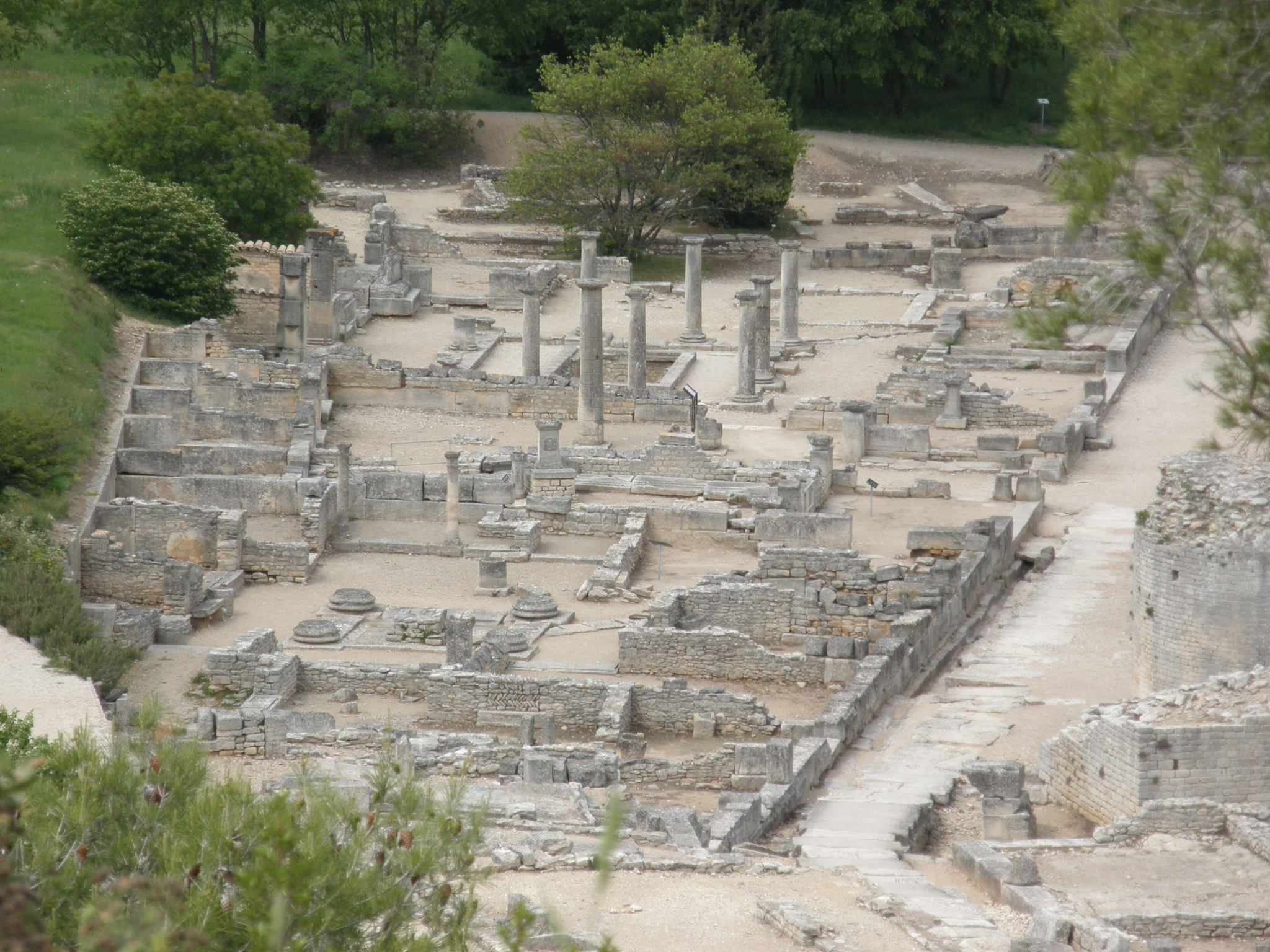
Area nord
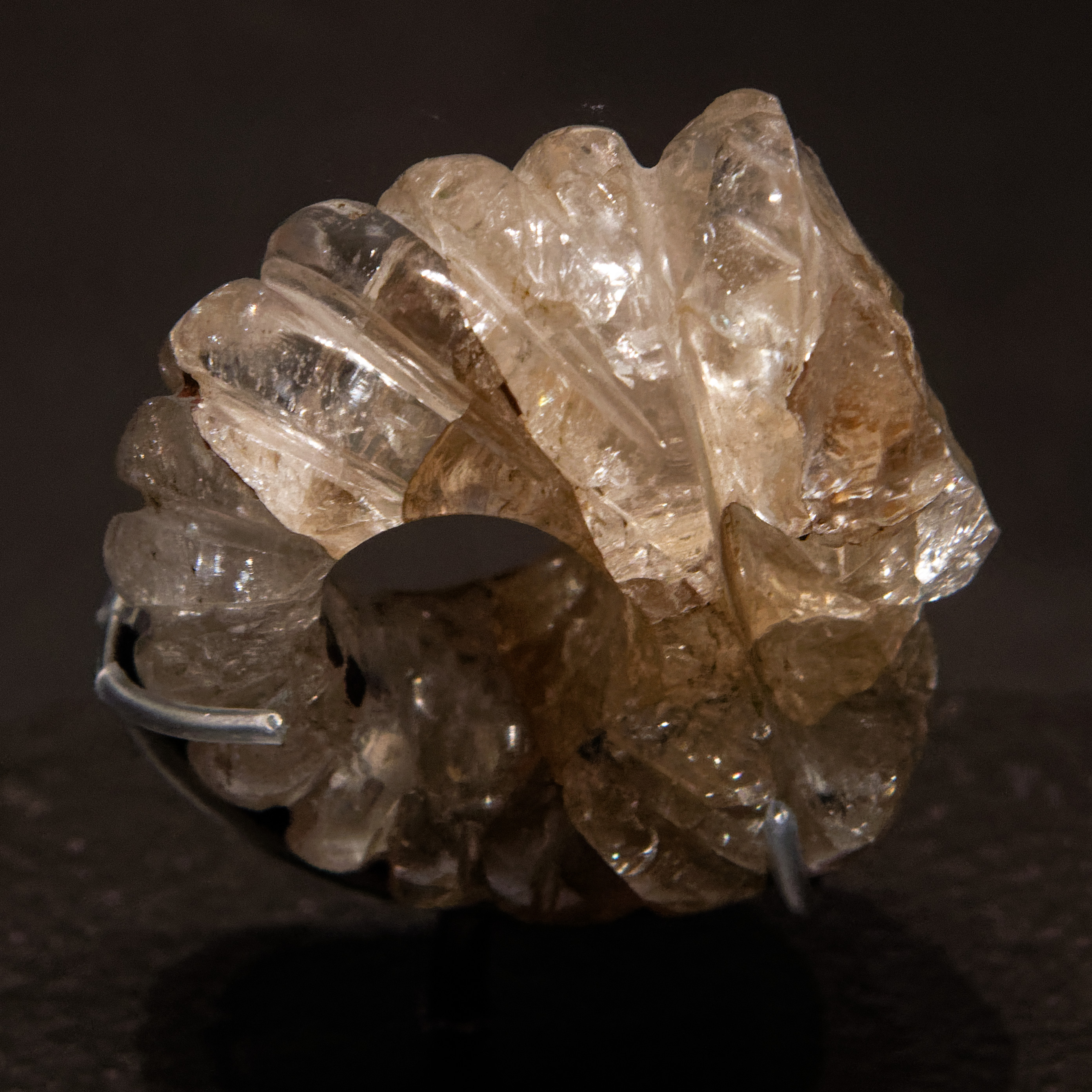
Anello di cristallo